# ヤフヤー・ジャブラーヌ
ヤフヤー・ジャブラーヌ（Yahya Jabrane, 1991年6月18日 - ）は、モロッコ・セタット出身のサッカー選手。ウィダード・カサブランカ所属。ポジションはミッドフィールダー。

## 経歴
当初はフットサル選手としてプレーしており、フットサル代表にも選出された経験を持つ。
2012年12月にラジャ・ベニ・メラルのトライアルに合格し、所属した。
2018年6月14日、アル・フジャイラーSCに加入した。
2019年1月14日、ウィダード・カサブランカに加入した。

### 代表
2022 FIFAワールドカップの本大会メンバーに選出された。

## 代表歴

### 出場大会
- モロッコ代表
  - 2022 FIFAワールドカップ

### 試合数
- 国際Aマッチ 20試合 2得点（2018年-2022年）[5]

| モロッコ代表 | 国際Aマッチ | 国際Aマッチ |
| 年           | 出場        | 得点        |
| ------------ | ----------- | ----------- |
| 2018         | 1           | 0           |
| 2019         | 2           | 0           |
| 2020         | 0           | 0           |
| 2021         | 12          | 2           |
| 2022         | 5           | 0           |
| 通算         | 20          | 2           |

## タイトル

### クラブ
- ボトラ : 2018-19, 2020-21, 2021-22
- CAFチャンピオンズリーグ : 2021-22

### 代表
- アフリカネイションズチャンピオンシップ : 2018, 2020

### 個人
- ボトラ最優秀選手 : 2022

### 勲章
- モロッコ国家勲章（英語版） : 2022[6]